# Kurt Wolff (editor)
Kurt Wolff (Bonn, 3 de marzo de 1887-Ludwigsburg, 21 de octubre de 1963) fue un editor, redactor, escritor y periodista alemán.

## Trayectoria

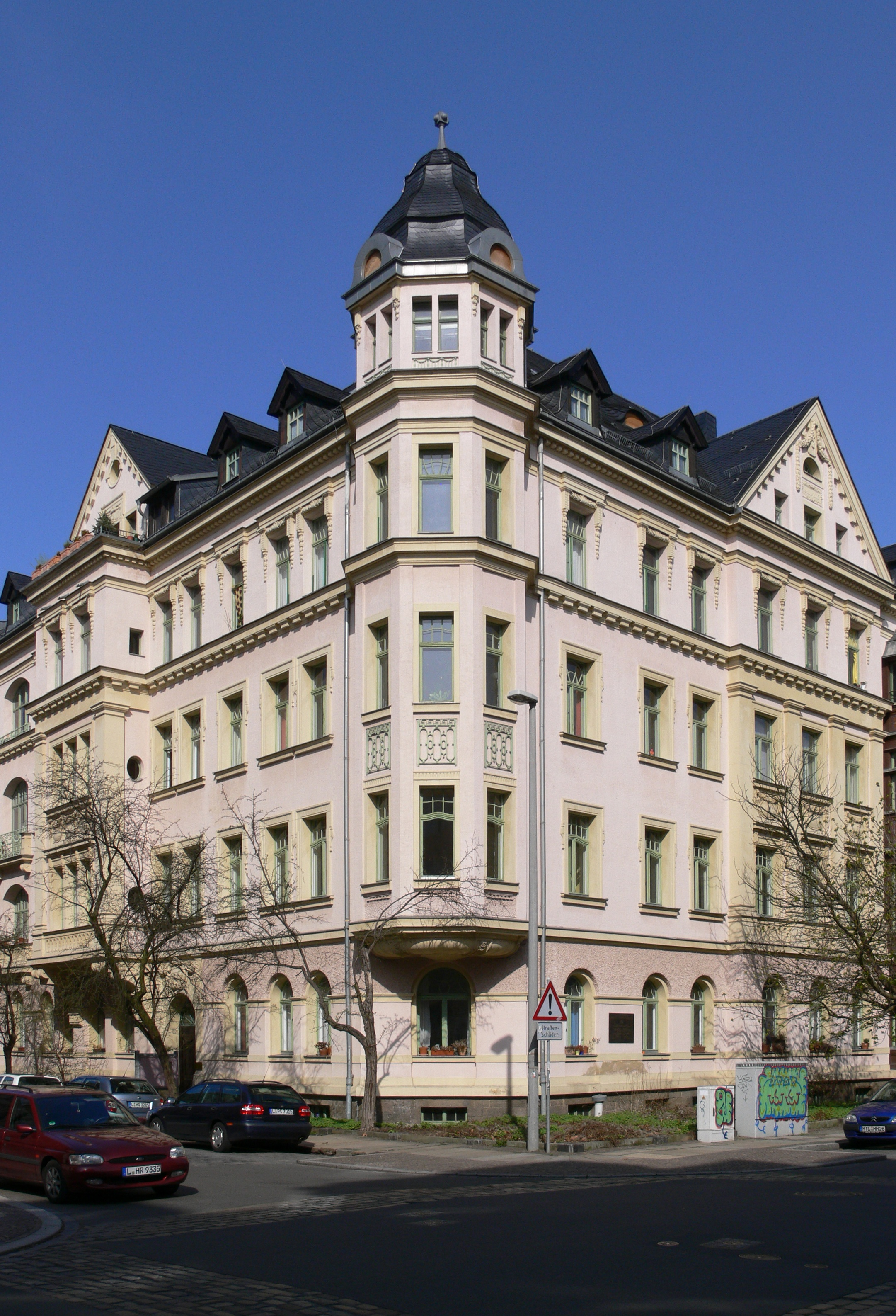
Antigua sede de la editorial Kurt Wolff en Leipzig.

Wolff nació en Bonn, Prusia Renana, en 1887; su madre provenía de una familia judeo-alemana. Se casó con Elisabeth Karoline Clara Merck (1890-1970), de la empresa farmacéutica de Darmstadt, en 1909. Junto con Ernst Rowohlt, Wolff comenzó a trabajar en el sector editorial de Leipzig en 1908. Fue el primero en promover y publicar a Franz Kafka y Franz Werfel, pero se negó a publicar las obras de Axel Munthe. Su estrecho contacto con otros escritores en Praga y su apoyo a escritores desconocidos, pero con talento, le ayudaron a impulsar las carreras de los amigos de Kafka, Max Brod y Felix Weltsch, más conocidos en Berlín y Alemania.
En 1929, Wolff publicó el libro de fotografía Face of Our Time, de August Sander.

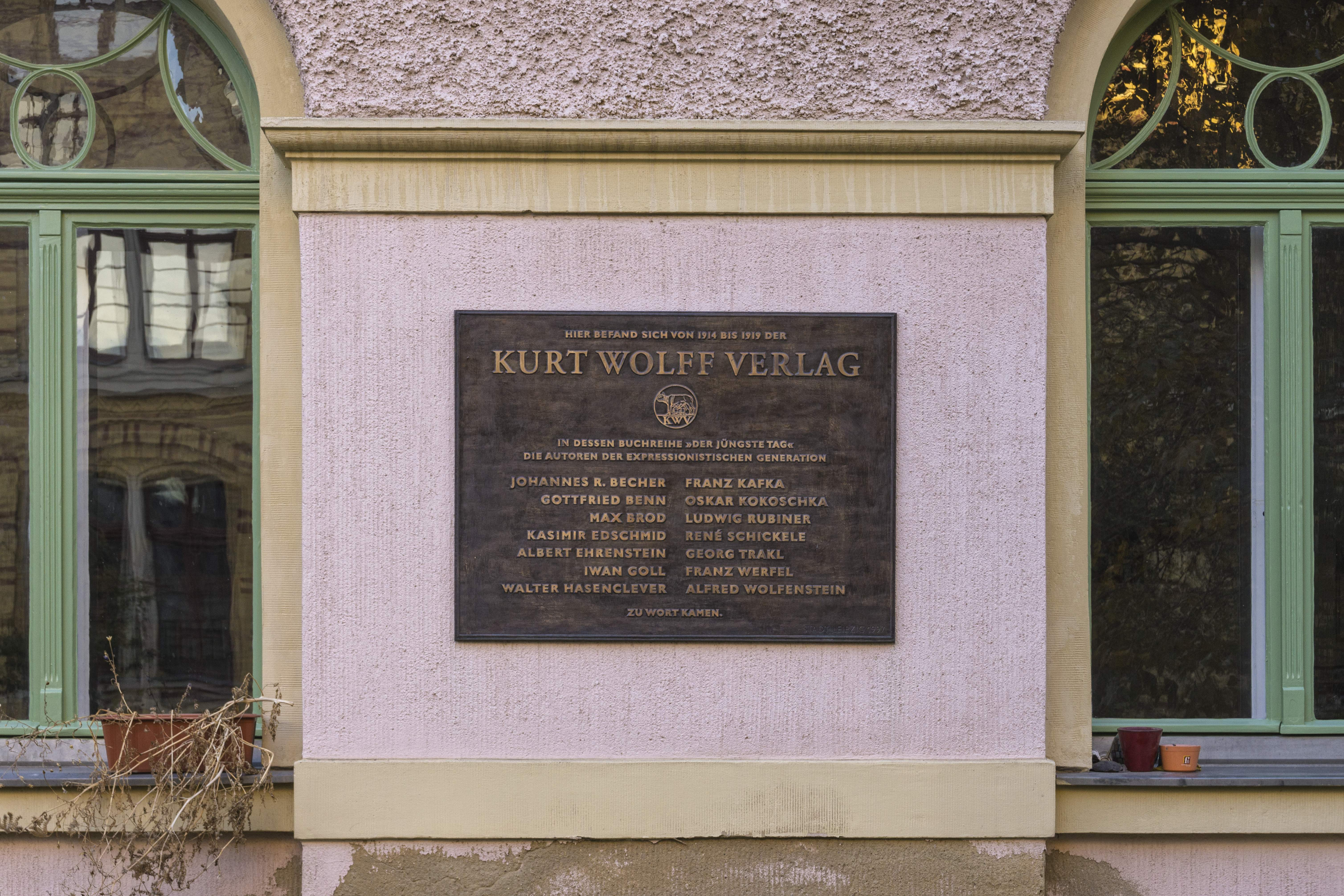
Placa conmemorativa en la antigua sede de la editorial Kurt Wolff en Leipzig.

En 1941, Wolff y su segunda esposa, Helen Mosel, abandonaron Alemania y emigraron a París, Londres, Montagnola, Saint-Tropez, Niza y, finalmente, con la ayuda de Varian Fry, a Nueva York. Posteriormente, en Múnich, Florencia y Estados Unidos, Wolff fundó varias editoriales. En Estados Unidos, él y Helen fundaron Pantheon Books en 1942, que alcanzó un gran reconocimiento. Más tarde, dirigieron el sello Helen and Kurt Wolff Books en Harcourt Brace Jovanovich.
Wolff se estableció en Suiza en la década de 1950. En 1956, Wolff expresó su deseo de publicar una biografía del psiquiatra y psicólogo suizo Carl Gustav Jung, escrita en colaboración con su secretaria y psicóloga Aniela Jaffé. Se tituló Recuerdos, sueños, pensamientos y fue publicada en 1963 en inglés bajo Pantheon Books (un año antes en alemán bajo el sello Exlibris), no estando exenta de una polémica censura editorial cuyos ecos resonaron hasta el presente. Wolff participó en los encuentros de Eranos de Ascona en la década de 1950. Además de fundador de Pantheon Books, Wolff fue editor de la Bollingen Foundation durante casi veinticinco años, en la cual se publicó la mayor parte de la obra de Jung: su Obra completa propiamente dicha, sus seminarios, la citada autobiografía, su correspondencia con Sigmund Freud, los volúmenes de las Cartas y el de entrevistas, entre otras más.
Falleció en Ludwigsburg en 1963 tras un accidente de tráfico y está enterrado junto a Helen en Marbach, Alemania.
El Premio de Traducción Helen and Kurt Wolff recibe su nombre en honor a él y a su esposa. Su hijo, Christian Wolff, es un reconocido músico de vanguardia. Su nieto Alexander (hijo de Nicholas) escribió una historia familiar, publicada en 2021, con el título Endpapers: A Family Story of Books, War, Escape, and Home.

## Archivos literarios

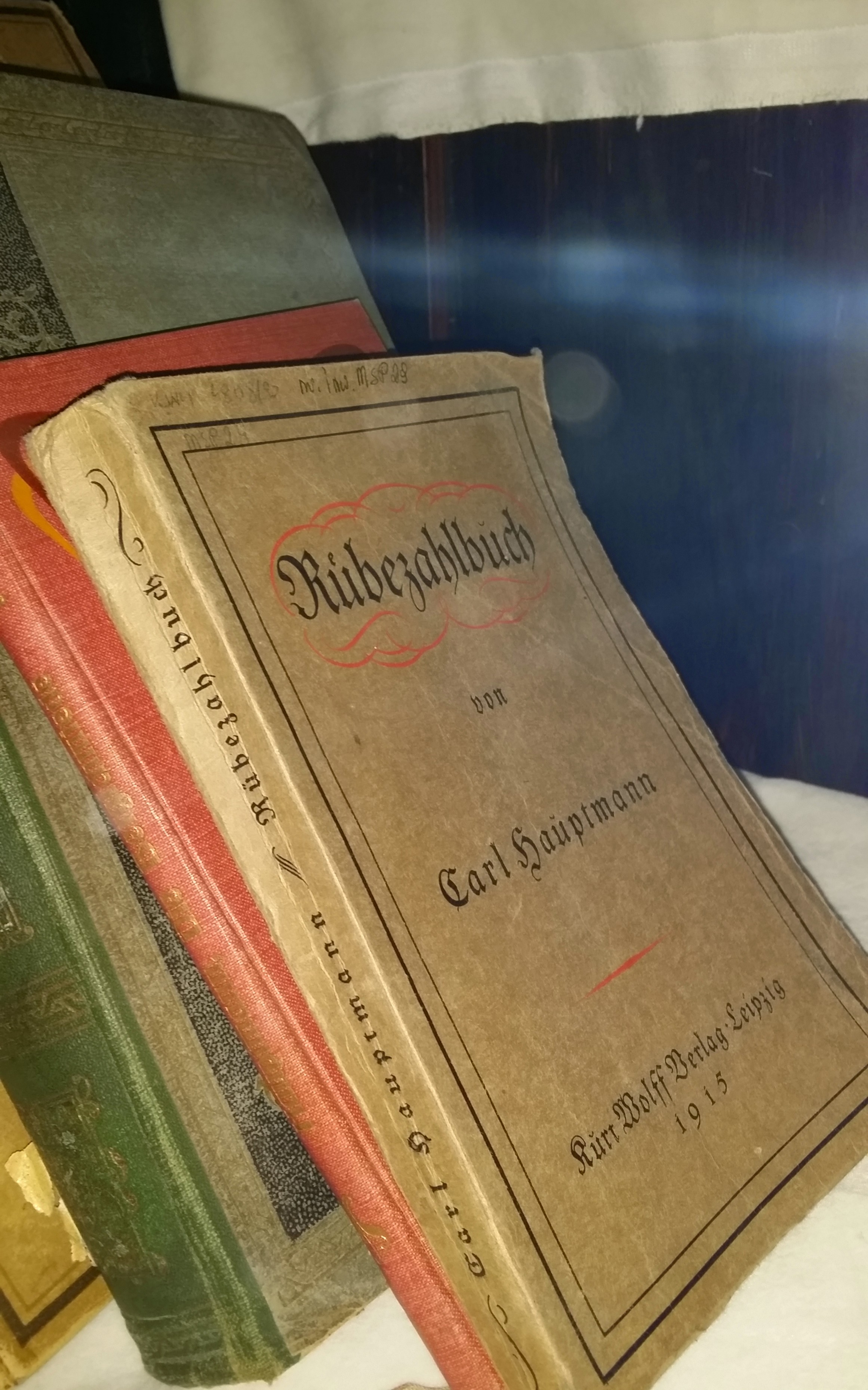
Algunas obras publicadas por Kurt Wolff.

La Biblioteca Beinecke de libros raros y manuscritos de la Universidad de Yale alberga el Archivo Kurt Wolff, 1907-1938. La colección contiene aproximadamente 4100 cartas y manuscritos de los archivos de la editorial Kurt Wolff entre 1910 y 1930. Una parte del Archivo Kurt Wolff está actualmente disponible en línea.